# Tampere United
Il Tampere United è una società calcistica finlandese con sede nella città di Tampere. Fondata nel 1998, ha vinto tre Veikkausliiga, una Suomen Cup e una Liigacup. Nel 2011 è stato coinvolto in uno scandalo di scommesse illegali, è stato escluso dalla Veikkausliiga ed è successivamente fallito. Nel 2015 dopo quattro anni di inattività la società si è fusa con il TamU-K, società fondata nel 2011 da un gruppo di sostenitori del Tampere United. Nella stagione 2025 partecipa alla Ykkönen, la terza serie del campionato finlandese di calcio.

## Storia

### Dalla fondazione al 2010
Il club nacque nel luglio 1998. Inizialmente doveva prendere corpo dalla fusione tra l'Ilves Tampere e il Tampereen Pallo-Veikot (TPV), due squadre di calcio della città di Tampere, ma alla fine il TPV si ritirò dal progetto. Di conseguenza, l'Ilves cedette il proprio titolo sportivo di partecipazione alla Ykkönen al neo-costituito Tampere United, continuando la propria attività a livello giovanile.
Nella prima stagione di vita, quella del 1999, il Tampere United ottenne la promozione in Veikkausliiga, la massima serie del campionato finlandese di calcio, appena 15 mesi dopo la fondazione, e diventando la prima squadra cittadina a causa della concomitante retrocessione del Tampereen Pallo-Veikot in Ykkönen. Nella stagione 2000 raggiunse il sesto posto finale nella Veikkausliiga. Nel 2001, al secondo anno in massima serie, il Tampere United vinse il campionato con un punto di vantaggio sull'HJK, superato in vetta alla classifica all'ultima giornata di campionato. Pochi giorni dopo disputò la finale di Suomen Cup, venendo però sconfitto per 1-0 dall'Atlantis. Nel 2002 non riuscì a ripetere il successo dell'anno precedente, concludendo la stagione regolare al sesto posto e la fase finale al quinto. Nello stesso anno partecipò per la prima volta alla UEFA Champions League, venendo però eliminato al turno di qualificazione dagli armeni del Pyunik. Nel 2003 il Tampere United terminò al terzo posto in classifica, dopo aver recuperato posizioni nella seconda parte della stagione. Nel 2004 ci fu il trasferimento dal Tammelan al Ratina Stadion. Analogamente al 2003, anche le stagioni 2004 e 2005 si conclusero con un terzo posto finale in Veikkausliiga, mancando il secondo posto per un solo punto. Negli stessi tre anni il Tampere United partecipò alla Coppa Intertoto, terminando sempre il suo cammino al terzo turno, venendo eliminato nell'ordine dal Cibalia, dall'OFK Belgrado e dalla Lazio.
Nel 2006, sempre sotto la guida di Ari Hjelm, il Tampere United vinse la Veikkausliiga per la seconda volta nella sua storia, distanziando l'HJK di sei punti. Il 2007 fu la stagione di maggior successo del Tampere United, perché vinse sia la Veikkausliiga sia la Suomen Cup dopo i tiri di rigore sull'Honka. Nell'estate 2007 partecipò alla UEFA Champions League, raggiungendo il terzo turno di qualificazione dopo aver eliminato prima i sammarinesi del Murata e poi i bulgari del Levski Sofia, per poi essere sconfitto dai norvegesi del Rosenborg. Retrocessi in Coppa UEFA, i finlandesi vennero eliminati al primo turno dal Bordeaux. Nella stagione successiva, alla sua terza partecipazione in UEFA Champions League, il Tampere United venne eliminato al secondo turno di qualificazione dagli slovacchi dell'Artmedia Petržalka. Le tre stagioni successive portarono al Tampere United tre settimi posti consecutivi, senza riuscire più a lottare per la conquista del titolo. Nel 2009 arrivò, però, la conquista della Liigacup, grazie alla vittoria in finale sull'HJK per 2-0, e la finale di Suomen Cup, persa dall'Inter Turku per 2-1.

### Lo scandalo del 2011
Nella primavera del 2011 il Tampere United venne implicato in uno scandalo relativo alle relazioni poco chiare con una società asiatica, la Exclusive Sport, che rimase poi implicata nello scandalo del calcio scommesse italiano esploso nel 2011. La Exclusive Sport versò circa 300 000 euro per finanziare le attività del club a condizione che l'allenatore mandasse in campo i calciatori col cartellino di proprietà della Exclusive Sport. La FIFA ravvisò in questo accordo la violazione dell'articolo 18 bis del regolamento sullo Status e i trasferimenti dei calciatori, secondo il quale "nessun club deve legarsi a un contratto che permetta alle parti o a ogni altra terza parte di influenzare le prestazioni della squadra, le sue politiche o l'indipendenza relativa a rapporti di lavoro o trasferimenti". Dalle indagini giudiziarie emerse che l'obbligo di far giocare alcuni calciatori era legato alla volontà di truccare le partite e ne era coinvolto lo staff dirigenziale della società finlandese. Il 14 aprile 2011 la Federazione calcistica della Finlandia escluse il Tampere United da tutte le competizioni ufficiali. Successivamente, gli fu concesso di disputare la finale di Liigacup, poi persa per 3-0 contro l'Honka. Bloccati i finanziamenti provenienti da Singapore, la società, immersa in difficoltà finanziarie, non poté mantenersi e il 28 giugno 2011 venne dichiarato il fallimento. Nei mesi successivi la giustizia finlandese condannò l'amministratore delegato ed alcuni membri del consiglio di amministrazione del Tampere United per riciclaggio aggravato di denaro.

### La rinascita
Già nel 2011 una nuova società mantenne in vita il Tampere United, facendo richiesta alla federazione di essere ammessa alla Veikkausliiga per la stagione 2012, vedendosi però rifiutare la richiesta. Anche la richiesta di ammissione al campionato di Ykkönen venne rifiutata dalla federazione.
Nello stesso 2011 un gruppo di sostenitori costituì una nuova squadra, chiamandola TamU-K e iscrivendola al campionato di Kutonen, settimo livello del campionato finlandese di calcio. Nel giro di quattro anni il TamU-K conquistò tre promozioni, raggiungendo il campionato di Kolmonen, quarta serie nazionale, nel 2015.
Nel febbraio 2015 ci fu un accordo tra la società Tampere United e il TamU-K che decise l'assorbimento della seconda nella prima, la perdita del suffisso K e la presenza di una componente di sostenitori nel consiglio della società, rendendo effettivi questi cambiamenti con la stagione 2016 e con la partecipazione al campionato di Kolmonen. Al termine della stagione 2016 è stato promosso in Kakkonen, terza serie nazionale.

## Palmarès

### Competizioni nazionali
- Veikkausliiga: 3

2001, 2006, 2007
- Suomen Cup: 1

2007
- Liigacup: 1

2009
- Ykkönen: 1

1999
- Kakkonen: 1

2024

### Altri piazzamenti
- Campionato finlandese:

Terzo posto: 2003, 2004, 2005
- Suomen Cup:

Finalista: 2001, 2009
Semifinalista: 2003, 2006
- Liigacup:

Finalista: 2011